# قلائد الجمان
قلائد الجمان عنوان کتابی است از ابن شعار موصلی، تذکره‌نویس قرن ششم و هفتم هجری. این کتاب یک دانشنامه ده جلدی است که به زبان عربی نوشته شده و شامل شرح حال بیش از هزار نفر از شاعرانی است که به عرب‌زبان شعر سروده‌اند. 